# Fuyang (meteoryt)
Fuyang – meteoryt kamienny, spadły w czerwcu 1977 roku w chińskiej prowincji Anhui. Z miejsca upadku meteorytu pozyskano trzy fragmenty o łącznej masie ok. 2,5 kg. Meteoryt Fuyang jest jednym z czterech meteorytów znalezionych w prowincji Anhui.